# Markus Schupp
Markus Schupp (ur. 7 stycznia 1966 w Idar-Oberstein) – niemiecki piłkarz występujący na pozycji pomocnika.

## Kariera
Schupp treningi rozpoczął w wieku 7 lat w klubie SpVgg Nahbollenbach. W 1981 roku trafił do juniorskiej ekipy zespołu 1. FC Kaiserslautern, a w 1985 roku został włączony do jego pierwszej drużyny, grającej w Bundeslidze. W tych rozgrywkach zadebiutował 2 lutego 1985 roku w przegranym 0:5 meczu z VfB Stuttgart. 21 maja 1985 roku w wygranym 5:2 spotkaniu z VfL Bochum strzelił pierwszego gola w trakcie gry w Bundeslidze. W 1990 roku zdobył z klubem Puchar RFN, a rok później mistrzostwo Niemiec.
W 1991 roku Schupp odszedł do SG Wattenscheid 09, również z Bundesligi. Po roku przeniósł się do innego pierwszoligowego zespołu, Bayernu Monachium. Pierwszy ligowy mecz zaliczył tam 15 sierpnia 1992 roku przeciwko Bayerowi Uerdingen (2:0). W tamtym pojedynku zdobył także bramkę. W 1993 roku wywalczył z drużyną wicemistrzostwo Niemiec, a rok później zdobył z nią mistrzostwo Niemiec.
W 1995 roku Schupp podpisał kontrakt z Eintrachtem Frankfurt (Bundesliga). Po roku przeszedł do Hamburgera SV, również z Bundesligi. Na początku 1997 roku został stamtąd wypożyczony do szwajcarskiego FC Basel. Latem 1997 roku trafił do austriackiego Sturmu Graz. W 1998 roku zdobył z nim mistrzostwo Austrii oraz Superpuchar Austrii. W 1999 roku wygrał z zespołem Puchar Austrii, a także ponownie Superpuchar Austrii i mistrzostwo Austrii. W 2001 roku Schupp zakończył karierę.